# Stella Mwangi

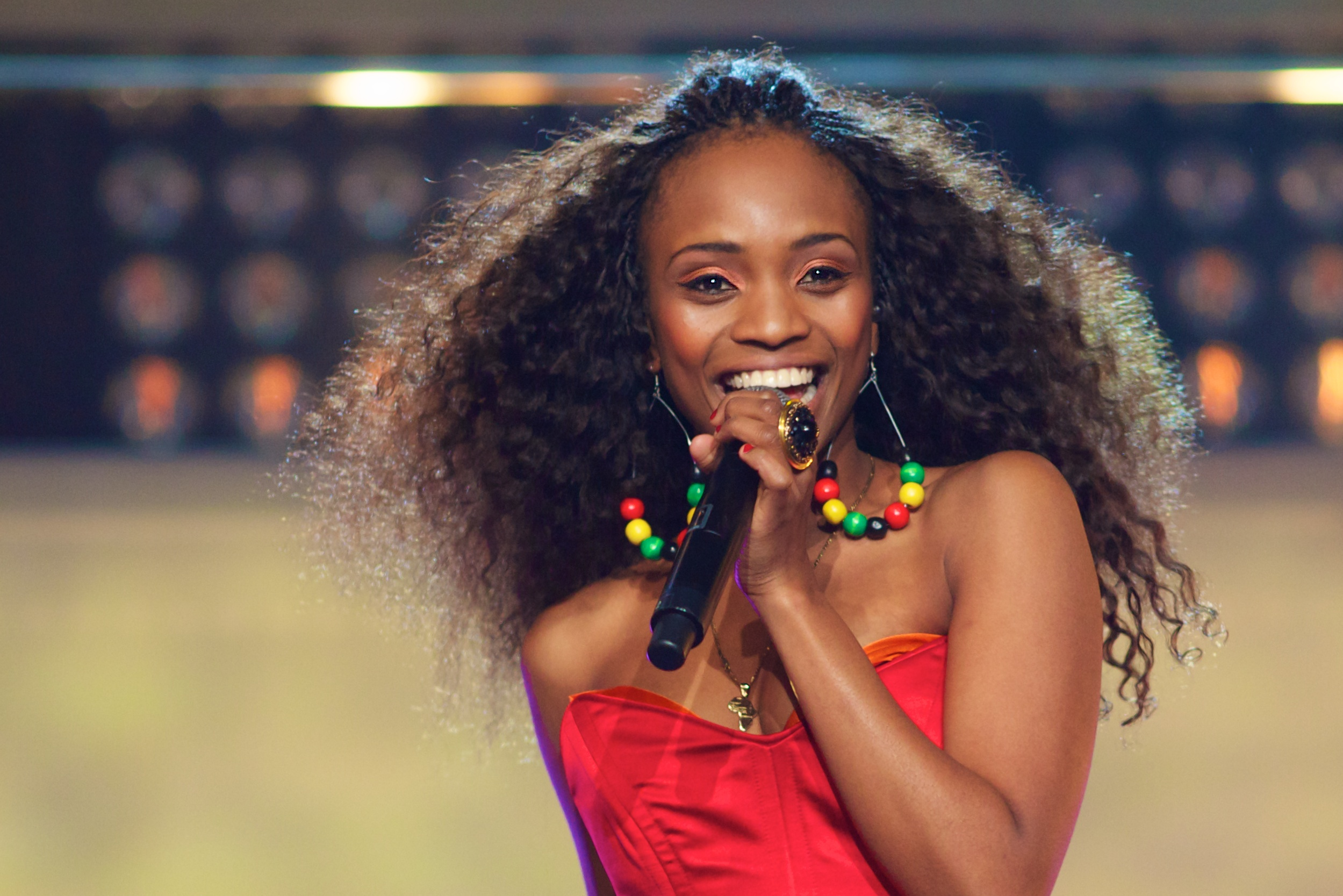
Stella Mwangi, 2011

Stella Nyambura Mwangi (n. 1 septembrie 1986, Nairobi, Kenya) este o cântăreață kenyano-norvegiană, care a emigrat împreună cu familia din Kenya în Norvegia în 1991.
Folosește și numele de artist Dangerr, Money Ella Rap, și STL.
A avut piese pe listele muzicale din Norvegia, Kenya, Senegal și Gambia.
Melodiile ei au fost folosite în America’s Next Top Model și Melrose Place.
În februarie 2011 a câștigat Melodi Grand Prix 2011, concursul norvegian de selecție pentru Eurovision 2011, cu piesa Haba Haba.

## Discografie
- Bakstikk (sub numele de artist Dangerr), 2002
- Happy (single)
- Take it Back (single), 2007[6]
- Living for Music (album), MTG Productions, 2008[11]
- She Got It/Kool Girls (single), 2009
- The Dreamer (single), 2009
- Haba Haba (single), 2010

## Premii și distincții
- Premiul Most Promising Artist la Kisima Music Awards (Kenya), 2006[12][13]
- Premiul „Boblere”, la concursul organizat de ziarul norvegian VG[14]
- Premiul „Favorite Artist” la Chagou Le Teeniez Awards[9]
- Nominată pentru „Best New Act” (sub numele STL), MTV Africa Awards, 2009[15]